# 多翼縣
多翼縣，是明代交阯承宣布政使司新安府下轄的一個縣，後轉隸鎮蠻府，後陷入安南，治所約在今越南太平省北部附翼縣。

## 沿革
- 永樂五年六月癸未朔（1407年7月5日）置，隸新安府，并置多翼縣稅課局、栗江巡檢司[2]。
- 永樂十三年八月二十二日（1415年9月24日），以多翼縣、太平縣二縣隸鎮蠻府[3]。
- 永樂十三年八月二十三日（1415年9月25日），併河瑰縣入多翼縣，革多翼縣稅課局[4]。
- 永樂十四年五月十五日（1416年6月10日），設多翼縣僧會司[5]。
- 永樂十六年八月初二日（1418年9月1日），新安府河瑰縣之支隆渡巡檢司隸鎮蠻府多翼縣[6]。
- 永樂十七年三月十九日癸亥（1419年4月13日），設多翼縣儒學、陰陽學、醫學、道會司[7]。
- 永樂十七年九月十四日丙辰（1419年10月3日），革鎮蠻府為鎮蠻州，多翼縣入太平縣[8]。

## 人物
- 阮勤，景泰五年進士，南京刑部左侍郎
- 羅中孚，多翼縣知縣[9]
- 莊恭，多翼縣知縣[10]
- 李道寧，多翼縣主簿[11]
- 吳景佺，多翼縣縣丞[12]
- 阮大河，雲屯縣典史，阮勤父[13]